# Hermann Anton Stilke
Hermann Anton Stilke (ur. 29 stycznia 1803 w Berlinie, zm. 22 września 1860 tamże) – malarz niemiecki.
Stilke sudia malarskie rozpoczął w Akademii Sztuki w Berlinie, a następnie w 1821 przeniósł się do Akademii Sztuk Pięknych w Monachium do klasy Petera von Corneliusa. Później studiował w Akademii Sztuki w Düsseldorfie, gdzie nawiązał współpracę z innym niemieckim artystą specjalizującym się w malowaniu fresków Karlem Stürmerem. Razem ozdobili malowidłami, między innymi, arkady w monachijskim ogrodzie Hofgarten.
W 1827 Stilke wyruszył w podróż do północnych Włoch, a następnie do Rzymu w celu doskonalenia umiejętności malarskich. Do Düsseldorfu powrócił w 1833, a od 1842 do 1846 na polecenie Fryderyka Wilhelma IV Pruskiego pracował w Koblencji, w małej sali rycerskiej położonego nad brzegiem Renu zamku Stolzenfels, na której ścianach pozostawił monumentalne malowidła przedstawiające sześć cnót rycerskich.
W 1850 Stilke wrócił do Berlina gdzie zmarł dziesięć lat później w wieku 57 lat.
Twórczość Hermanna Stilke była inspirowana głównie tematami religijnymi i romantycznymi, np. Dziewica orleańska, Objawienie świętych Katarzyny i Michała Joannie d’Arc (1843), Święty Jerzy i Anioł, Ostatnie Boże Narodzenie w Syrii (1841), itp.
Żoną artysty była Hermine Stilke, z domu Peipers (1808-1869), również utalentowana malarka specjalizująca się w akwareli.

## Wybrane dzieła

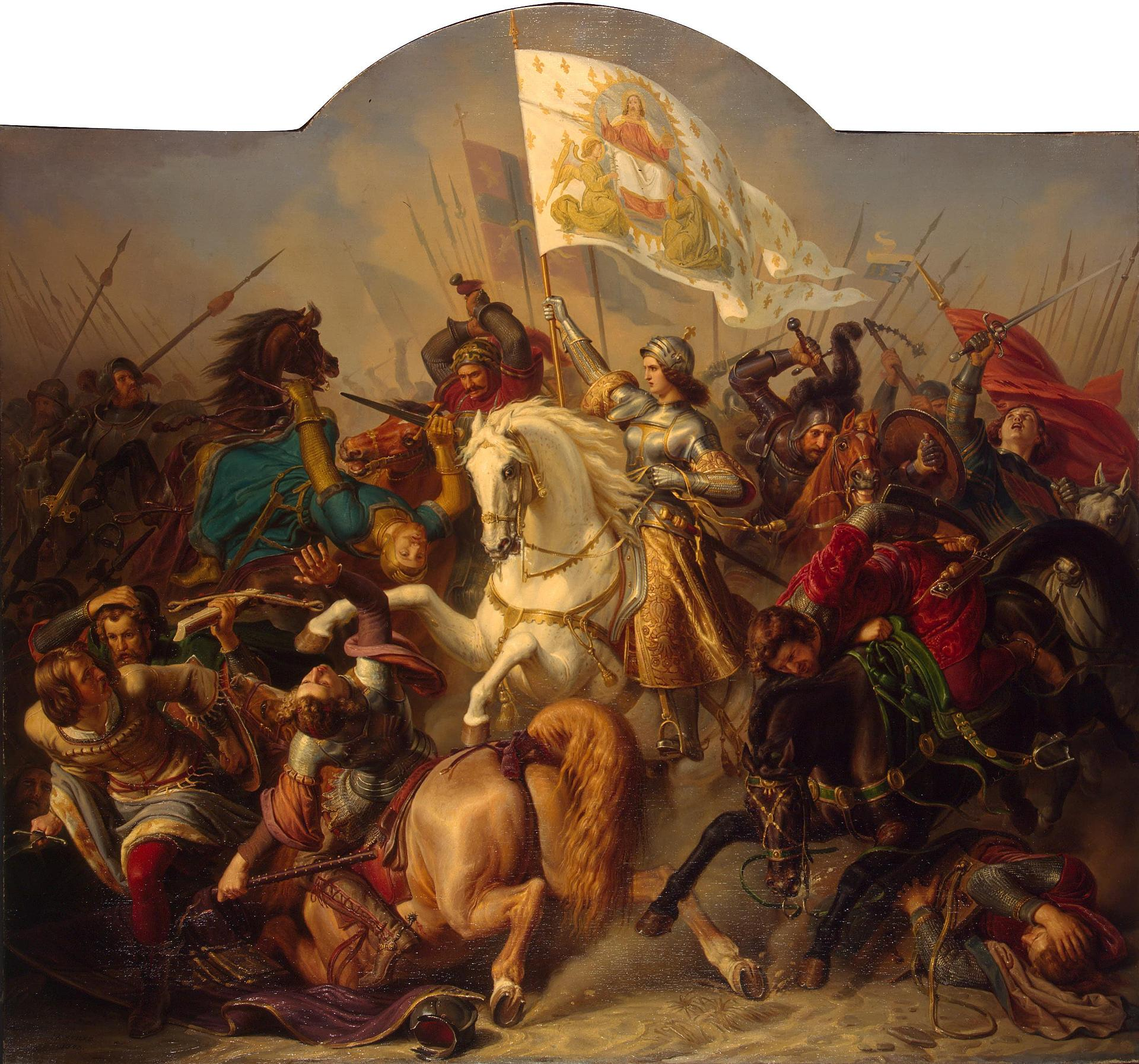
Joanna d’Arc w bitwie (Ermitaż)
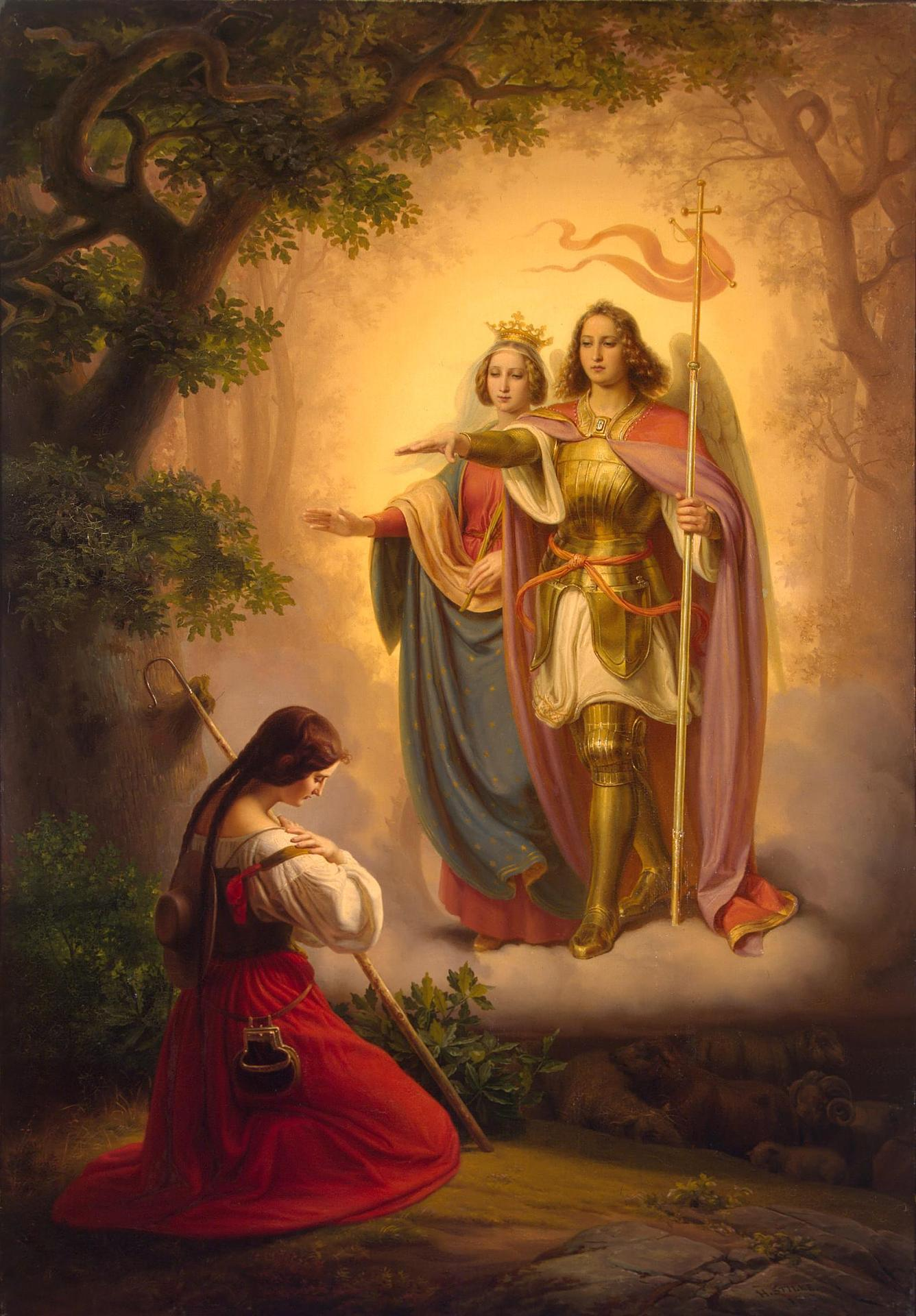
Objawienie św. Katarzyny i św. Michała Joannie d’Arc (Ermitaż)
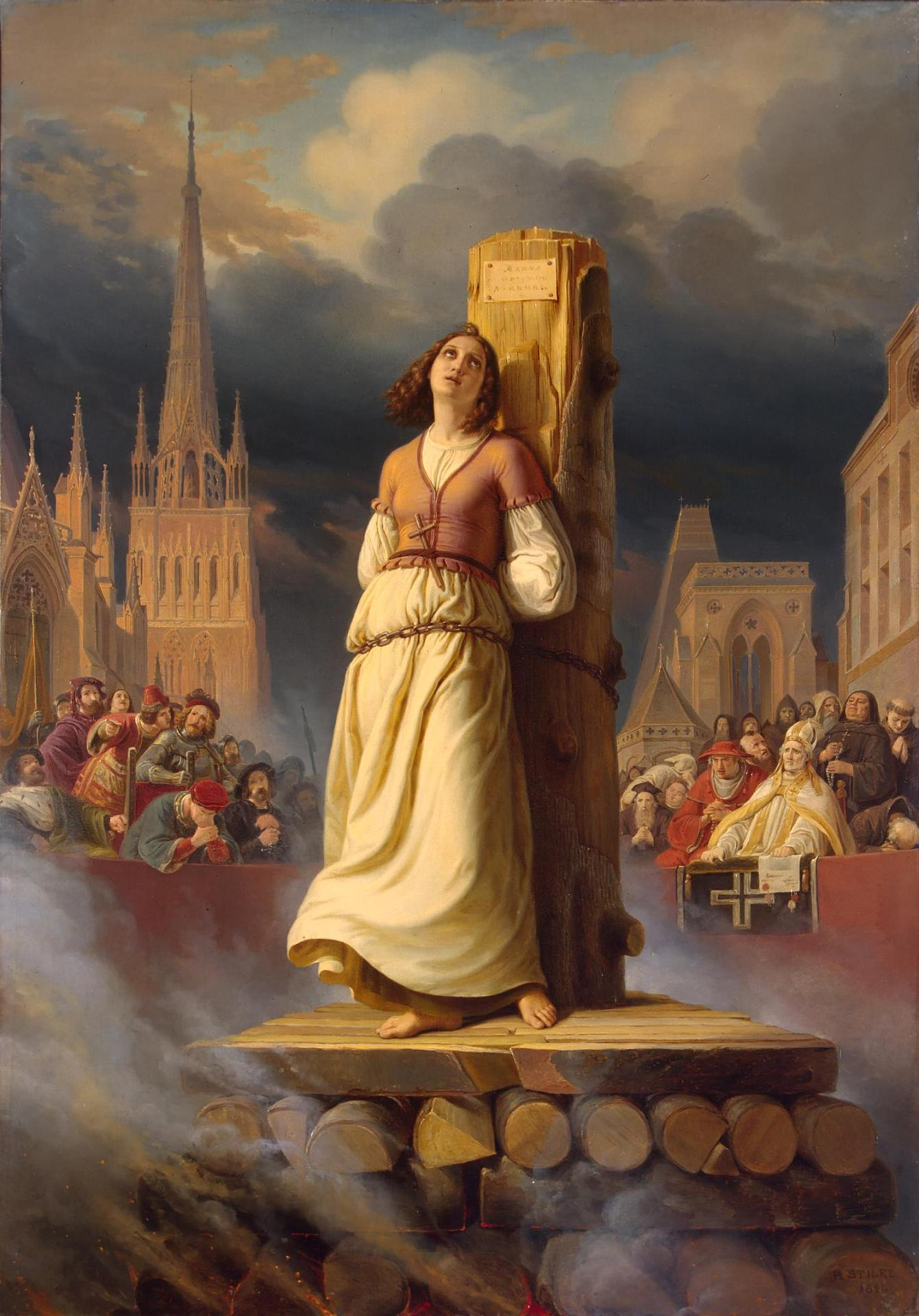
Śmierć dziewicy Joanny d’Arc (Ermitaż)